# Mark Oosterhof
Mark Oosterhof (Wolvega, 21 november 1971) is een voormalig Nederlands voetballer.
Oosterhof kwam in zijn loopbaan uit voor Cambuur Leeuwarden en N.E.C.. Een zware blessure maakte een vroegtijdig einde aan zijn loopbaan. Zijn positie in het veld was verdediger. In totaal speelde hij 125 wedstrijden waarin hij 10 doelpunten maakte. Na zijn voetballoopbaan werkte hij bij de lokale krant De Stellingwerf en de Gemeente Weststellingwerf.

## Clubs
- 1992/98: Cambuur Leeuwarden
- 1998/01: NEC Nijmegen